# Sophie Tamiko Oda
Sophie Tamiko Oda (San Francisco, Californië, 23 oktober 1991) is een Japans-Amerikaanse actrice. Ze heeft een bijrol in The Suite Life of Zack & Cody als "Barbara Brownstein" in de volgende afleveringen: Benchwarmers, A Tale of Two Houses, Orchestra, Rock Star in the House, Neither a Borrower Nor a Speller Bee, Ask Zack, Club Twin, Graduation & Miniature Golf. Ze heeft ook in twee films gespeeld: Bee Season en Kung Phooey.